# Sankaraguptam
Sankaraguptam ([ɕɐŋkɐɽɑːtɕɑːrjəh] télugu: శంకరగుప్తం) es una aldea del mandal de Malikipuram del distrito de Godavari Este, en Andhra Pradesh, India. Se encuentra en la región delta de Godavari conocida como Konaseema. Destaca por sus actividades agrarias, en especial, el coco, el arroz y la casuarina, que son los principales cultivos. Carnatic Mangalampalli Balamuralikrishna, un reconocido cantante de música carnática, nació en el pueblo. Como actividades turísticas, destaca la orilla de la bahía de Bengala y las diversas plantaciones.

## Epónimo
Se cree que el nombre Sankaraguptam deriva de un relato en el que describe cuando Sankara se escondió aquí para protegerse de Bhashmasura, quien fue bendecido por el Señor Sankara, cuya palma fundía en cenizas toda cabeza que osara tocar. «Sankara» se refiere a Shiva y «guptam» al lugar donde el Shiva se refugió.

## Vida religiosa
En el templo de Madanagopalaswamy local, no confundir con otros, el santuario de Krishna presenta un hacha, en lugar de la flauta que normalmente lleva el dios. Muthyalamma y Mahalakshmi Amma son las diosas tradicionales del pueblo, por lo que se las venera en un templo que se encuentra en Santhapeta, cerca de la oficina del panchayat. Los templos de Pydimamba talli y Sattema talli se encuentran en Rekapallivaripalem. El templo de Subrahmanya Swamy en la orilla del Raktatulya atrae a los devotos cada martes. Hay una gran población de Smartha Brahmin, pero no hay ningún templo destinado a Shiva en la aldea, a pesar de su origen.
Los principales festivales religiosos celebrados son Sankranti en enero, y Vinayaka Chavithi en agosto o septiembre. Debido a la presencia de un gran número de cristianos en el pueblo, Navidad (el 25 de diciembre) también se celebra. Las celebraciones de Rama Navami también se celebran en muchas partes de la aldea.

## Demografía
Según los censos de la India, de 2001 y 2011, los detalles demográficos de este pueblo son los siguientes:
|                        | Censo de 2001 | Censo de 2011 |
| ---------------------- | ------------- | ------------- |
| Población              | 10768         | 11528         |
| Índice de masculinidad | 1.004         | 976           |
| Alfabetismo            | 70.04%        | 77.79%        |
| Niños (hasta 6 años)   | 1.329         | 990           |
| N.º de hogares         | 2.608         | 2.929         |